# Тихая поляна
«Тихая поляна» — советский рисованный мультипликационный фильм 1946 года, ставший первой заметной удачей режиссёра Бориса Дёжкина.

«Тихая поляна» — веселая шутка, посвященная футболу. В этой комедии стремительность темпа, точная отработка движений и ясный сюжет — все передавало спортивный дух, атмосферу состязания. Этот фильм стал как бы заявкой на спортивную тему, которой Дёжкин в дальнейшем посвятил лучшие свои работы. — О. Абольник.

Первой заметной удачей Бориса Дёжкина стал фильм «Тихая поляна» (1946) — о футбольном матче между медведями и зайцами. Через два года он экранизировал горскую сказку «Слон и муравей», ещё через два — сделал фильм-репортаж о лесных велосипедных гонках «Кто первый?», а в 1951 году вышла северная сказка «Сердце храбреца». Все эти ленты Дёжкин поставил с режиссёром Геннадием Филипповым. В перерывах между постановками Борис Дёжкин продолжал делать мультипликат для студийных мэтров. — С. Капков.
Фильм озвучен известным спортивным комментатором Вадимом Синявским.

## Сюжет
Компания из трёх медведей искала тихую поляну для отдыха. Но случайно попавший в них мяч заставил их принять участие в игре против зайцев — известной футбольной команды.
Из-под земли выскочил крот — судья. На звуки свистка собрались зрители, прибежал радиокомментатор Ёжик, который успел как раз ко второму тайму. Ёжик комментировал ход футбольного матча до самого конца: ничья 3:3. «До следующего матча, друзья!» — попрощался Ёжик.

## Создатели
| сценарий                  | Алексей Сазонов |
| режиссёры                 | Борис Дёжкин, Геннадий Филиппов                                                                                          |
| художник-постановщик      | Анатолий Сазонов |
| художники                 | Вера Валерианова, Георгий Позин                                                                                          |
| художники-мультипликаторы | Дмитрий Белов, Борис Титов, Фаина Епифанова, Б. Петин, Геннадий Филиппов, Николай Фёдоров, Борис Дёжкин, Григорий Козлов |
| оператор                  | Елена Петрова |
| директор картины          | Н. Цофнас |
| композитор                | Алексей Соколов-Камин |
| звукооператор             | С. Ренский |
| радиокомментатор          | Вадим Синявский |